# Daniela Mitterlehner
Daniela Mitterlehner (* 26. Juli 1984 in Linz) ist eine österreichische Schauspielerin, Bühnenautorin und Regisseurin.

## Leben und Wirken
Daniela Mitterlehner begann während ihrer Schulzeit an der HAK Auhof in Linz Schauspielunterricht zu nehmen, unter anderem bei Judith Senger und absolvierte von 2012 bis 2015 die Schauspielausbildung am Acting Studio Pallas in Wien mit abschließender Bühnenreifeprüfung. Ergänzenden Unterricht nahm sie bei Erika Mottl, Werner Brix, Roland Düringer, Dolores Schmidinger, Christian Suchy, George Isherwood und Dunja Tot (Schauspiel), Gabriele Buch, Marcus Wagner und Rosmarin Frauendoefer (Sprechtechnik) sowie bei Silke Bruns (Gesang). Von 2015 bis 2016 war sie Gastdozentin für schauspielerische Improvisation und Jonglage an der Linzer Film- und Schauspielakademie. Neben den klassischen Schauspielaktivitäten ist sie auch im Bereich Maskentheater, Improvisationstheater, Jonglage sowie als Sprecherin und Moderatorin tätig.

## Theater
- 2004: „Händchen falten, Köpfchen senken und an Adolf Hitler denken“, Satire, Rolle: Mädchen (Hauptrolle), Regie: Judith Senger, Ursulinenhof und Eisenhand, Linz
- 2005: „Ein Sommernachtstraum“, Rolle: Hyppolita, Regie: Judith Senger, Eisenhand, Linz
- 2008: „Was ihr wollt“, Rolle: Olivia, Regie: Judith Senger, Eisenhand, Linz
- 2009: „Eine phantastische Reise“, Rolle: Plaudertasch, Regie: Judith Senger, Ursulinenhof, Linz
- 2011: „Zur Genüge bösartig“, Rolle: Uschi/Isabelle (Hauptrolle), Text und Regie: Werner Brix, Kabelwerk, Wien
- 2013: „Gulasch des Grauens“, Solo-Komödie, div. Rollen (Hauptrolle), Regie: George Isherwood[1]
- 2014: „’Tis More Than Time“, Rolle: Dr. Andrea Müller, Eigenregie, Ensemble „CoDa“, Theatercouch, Wien
- 2015: „Varieté Juche“, Rolle: Boss (Hauptrolle), Eigenregie, Europäische Theaternacht, Ensemble: CreateMoreDreams
- 2015: „Wo? Hin!“, Maskentheater, Rolle: Frau (Hauptrolle), Regie: Olaf Heuser, Ensemble: MachTheater! Mimamusch – Festival für Kurztheater, Wien[2]
- 2015: „Eine magische Reise“, Rolle ohne Namen (Hauptrolle), Ensemble: CreateMoreDreams, Buskers Festival Wien
- 2016: „Leseprobe“, Rolle: Kommissarin Wehle, Regie: Florian Burr, Ensemble „Dinnerleiche“[3]
- 2016: „Voll? Voll daneben!“, Rolle: Nicky (Hauptrolle), Regie: Daniela Frese, Kulturschule, Leipzig
- 2016: „Rumpelstilzchen – Neu verfeuert“, Theater-Solo mit Jonglage, Regie: Günther Frese, Kulturschule, Leipzig
- 2016: „Nathan der Weise“, Rolle: Recha (Hauptrolle), Regie: Peter Arnt, Wiener Forumtheater, Wien
- 2016: „Der Hase und der Igel“, Rolle: Hase (Hauptrolle), Regie: Mario Eick, Theater für die Jugend, Burghausen[4][5]
- 2016: „Andorra“, Rolle: Barblin (Hauptrolle), Regie: Peter Arnt, Wiener Forumtheater,[6]
- 2016: „Der mutige Hirte“, Rolle: Prinzessin (Hauptrolle)/Waschfrau/Magd, Kunst ohne[7]
- 2016: „Guerrilla“, Rolle: D, Regie: El Condo de Torrefiel, Steirischer Herbst/Grazer Orpheum[8][9]
- 2016: „Aladdin“, Rollen: Aladdin, Prinzessin und Wesir, Regie: Mario Eick, Theater für Jugend, Burghausen
- 2016: „Der böse Geist Lumpazivagabundus“, Rollen: Amorosa/Peppi, Regie: Heinz Haiden, Wiener Forumtheater, Wien
- 2016: „Warum ausgerechnet Adam, Eva?“, Rolle: Eva (Solo), Eigenregie, Mimamusch-Weihnachts Special, Santa Croce, Wien
- 2017: „Mensch, Martin!“, Rolle: Sie (Hauptrolle), Regie: Daniela Frese, Kulturschule Leipzig
- 2017: „Tagebuch der Anne Frank“, Rolle: Anne Frank, Regie: Peter Arnt, Wiener Forumtheater, Wien
- 2017: „Das tapfere Schneiderlein“, Rolle: Honigfrau, Regie: Peter Arnt, Wiener Forumtheater, Wien

## Film und Fernsehen
- 2012: „Kleinkunstsplitter“, Rolle: Sabine Immerda, Okto-tv[10]
- 2014: „Universum – Stonehenge“, Regie: Jeremy Turner, Interspot, ausgestrahlt auf verschiedenen TV-Sendern (BBC, ORF, …)
- 2015: „Somber“, Rolle: Anführerin, Regie: Markus Kremnser, Kurzfilm
- 2015: „Weniger fürs Geld“, Rolle: Tankwartin (Lockvogel), Regie: Marten Persiel, MICA Film
- 2015: „Wienerland“, Rolle: Rico, Regie: Jan Woletz, Web-Serie (Pilot-Dreh), Derringer Entertainment
- 2015: „Tell it to the Stars“, Rolle: Jongleurin und Phantasy-Wesen, Regie: Alexander Zechmeister, Musikvideo, JimmieDee Productions, ausgestrahlt auf div. TV-Sendern und im Internet
- 2016: „Überlebende wie wir“: Magdalena, Regie: Thomas Traschwandtner, Silerofilms, Kurzfilm[11]
- 2016: „Everything has changed“: Frau, Regie: Markus Kremnser, Musikvideo

## Regie
- 2016: „VIP-TV“, Solo-Kabarettprogramm von und mit Matthias Kleinart, Premiere im Spektakel in Wien, Oktober 2016* 2016: „VIP-TV“, Solo-Kabarettprogramm von und mit Matthias[12]
- 2017: „Enspiel Demokratie“, Solo-Kabarettprogramm von und mit Harald Pomper
- 2017: „Ein schlechter Witz“, Solo-Kabarettprogramm von und mit Markus Bittner alias "Da Bittna"
- 2017: „Zwangsvorstellung“, Solo-Kabarettprogramm von und mit Markus Lenna

## Bühnenautorin
- 2005: „Händchen falten, Köpfchen senken und an Adolf Hitler denken“, Satire, gemeinsam mit dem Ensemble „Towonda!“
- 2016: „Warum ausgerechnet Adam, Eva?“, Kurztheaterstück, basierend auf dem Roman The Diaries of Adam and Eve von Mark Twain
- 2012: „Gulasch des Grauens“, gemeinsam mit George Isherwood* 2016: „LOVE“, Theater-Jonglage-Mischung
- 2014: „’Tis More Than Time“, gemeinsam mit Connie Panzenböck
- 2015: „Varieté Juche!“, gemeinsam mit dem Ensemble CreateMore Dreams